# Aïn Sefra

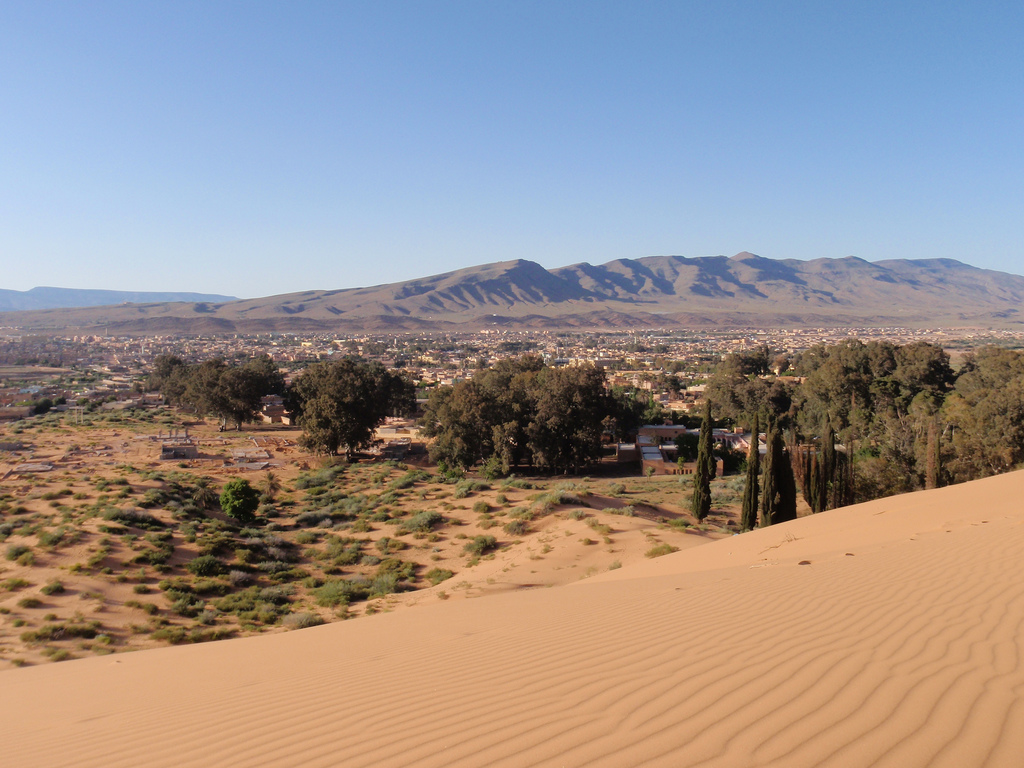
Vy över Aïn Sefra.

Aïn Sefra (arabiska: عين الصفراء) är en ort och kommun i Naâmaprovinsen i Algeriet, och är huvudort i Aïn Sefra-distriktet. Kommunen hade 52 320 invånare vid folkräkningen 2008, varav 47 415 invånare bodde i centralorten.